# Эквивалент вещества
Эквивале́нт вещества́ или химический эквивалент или просто эквивале́нт — безразмерная величина, равная количеству одного вещества, реагирующему в конкретной реакции с произвольным (часто - равным 1 моль) количеством другого вещества; общее формальное определение выглядит так: 
для реакции аА + bB --> ...
эквивалент вещества В по веществу А есть отношение а/b  (читается: "одна частица В эквивалентна а/b частиц А" или (что то же самое, см. ниже) "одна порция вещества В эквивалентна а/b порций вещества А")
(где а и b - коэффициенты перед этими веществами в уравнении реакции, а их отношение - называется также "мольное соотношение" или "мольное отношение", или "число эквивалентности";
отношение b/а (то есть обратное) называется "фактор эквивалентности вещества В по веществу А", см. ниже; также, b/а - является коэффициентом перед веществом В в приведённом по веществу А уравнении той же самой реакции). Иногда эквивалентном вещества называют непосредственно фактор эквивалентности этого вещества, не проводя между ними различий. 

Эквивалент - архаичная величина, которая использовалась в химии и биологии с начала XIX до середины XX веков (см. ниже раздел "история"). Говорить об эквиваленте вещества имеет смысл только относительно конкретной реакции. Само по себе понятие эквивалента используется редко; чаще встречаются обороты речи "эквивалентное соотношение веществ" и величины: "фактор эквивалентности", "молярная масса эквивалента", "эквивалентная масса", "эквивалентная концентрация" (синоним: "нормальная концентрация", устаревший синоним: "нормальность"), "количество вещества эквивалентна".

Более частными определениями являются такие: 
1) в окислительно-восстановительной реакции (по определению: в реакции, в которой происходит изменение степеней окисления атомов, то есть происходит обмен электронами) - величина мольного отношения вещества к отдаваемым или принимаемым им в данной реакции электронов (если рассматривать атомы окислителя или восстановителя - то величина изменения степени окисления такого атома в данной реакции); то есть в определении выше, А = {\displaystyle {\ce {e^-}}}.
2) в кислотно-основной реакции (по определению: в реакции, в которой не происходит изменения степеней окисления атомов, то есть обмениваются частицы, отличные от электронов) - величина мольного отношения вещества к отдаваемым или принимаемым им в данной реакции протонам, или гидроксил-ионам; то есть в определении выше, А = {\displaystyle {\ce {H^+}}}
Фактор эквивалентности был определён выше: 
для реакции аА + bB --> ...
фактор эквивалентности f(вещества В по веществу А) = b/а
f = 1/Z, где Z - число эквивалентности (то есть эквивалент; число, обратное f), изменение степени окисления (количество отданных или принятых электронов), количество протонов или гидроксил-ионов в данной реакции.
Все остальные перечисленные выше "эквивалентные" величины получаются умножением соответствующих не-эквивалентных величин на фактор эквивалентности f: 
молярная масса эквивалента вещества = молярная масса вещества * f = молярная масса вещества / Z
нормальная концентрация = молярная концентрация * f
количество вещества эквивалента = количество вещества * f
Кроме указанных выше, встречаются также определения фактора эквивалентности, основанные на отношении молярных масс (и до 1870 года - основанные на "эквивалентных весах элементов"), например:
"Эквивалентный вес кислоты или основания для реакций нейтрализации или любого другого соединения, которое действует путем двойного разложения, представляет собой массу соединения, которое будет давать или вступать в реакцию с 1,008 г иона водорода или 17,0074 г иона гидроксида, например, соляная кислота (HCl), 36,461 г; серная кислота (H2SO4), 98,078 г; гидроксид натрия (NaOH), 40 г; или карбонат натрия (Na2CO3), 105,9892 г."
Также встречаются устаревшие определения фактора эквивалентности на основе понятия валентности (которое фактически не используется в химии примерно с середины XX века).

Также встречаются определения эквивалента с использованием понятия "мнимых" частиц и с использованием (принципиально ложной, физически противоречивой) предпосылки, что уравнение химической реакции описывает поведение неких отдельных частиц вещества, а не порций порядка молей веществ: 
"Эквивалентном называется некая реальная или условная частица, которая может присоединять, высвобождать или быть каким-либо другим образом эквивалентна (равносильна) в данной реакции одному иону водорода (в кислотно-основных реакциях) или одному электрону (в окислительно-восстановительных реакциях)"

Примеры использования:
В реакции {\displaystyle {\ce {NaOH + H3PO4 = NaH2PO4 + H2O}}}
вещество {\displaystyle {\ce {H3PO4}}} эквивалентно 1 {\displaystyle {\ce {OH-}}}-иону (число эквивалентности Z = 1), фактор эквивалентности фосфорной кислоты = 1/1; f(NaOH) = 1.
В реакции {\displaystyle {\ce {2NaOH + H3PO4 = Na2HPO4 + 2H2O}}}
вещество {\displaystyle {\ce {H3PO4}}} эквивалентно 2 {\displaystyle {\ce {OH-}}}-ионам (Z = 2), фактор эквивалентности фосфорной кислоты = 1/2: f(NaOH) = 1.
В реакции {\displaystyle {\ce {3NaOH + H3PO4 = Na3PO4 + 3H2O}}}
вещество {\displaystyle {\ce {H3PO4}}} эквивалентно 3 {\displaystyle {\ce {OH-}}}-ионам (Z = 3), фактор эквивалентности фосфорной кислоты = 1/3; f(NaOH) = 1.
В реакции {\displaystyle {\ce {2KMnO4 + 16HCl = 2MnCl + 5Cl2 + 2KCl + 8H2O}}}
1 условная единица вещества {\displaystyle {\ce {KMnO4}}} эквивалентна 5 электронам (Z = 5, f(перманганата) = 0,2) и 8 порциям HCl (f(перманганата) = 1/8)
В реакции {\displaystyle {\ce {4KMnO4 + Ba(OH)2 = 4BaMnO4 + O2 + 2H2O + 4KOH}}}
f(перманганата по электронам) = 1; f(перманганата по гидроксиду бария) = 0,25.
В реакции {\displaystyle {\ce {2KMnO4 + 3H2S = 2MnO2 + 3S + 2KOH + 2H2O}}}
f(перманганата по электронам) = 1/3; f(перманганата по сероводороду) = 2/3; f(сероводорода по электронам) = 0,5; f(сероводорода по перманганату) = 1,5

## История понятия "эквивалентов"
История предпосылок, понятия эквивалентов, эквивалентных масс и смены этих понятий на последующие, более обоснованные физически, сводиться к попыткам химиков ответить на вопрос: "в каком соотношении реагируют вещества?" (актуальный ответ, который мы знаем теперь, но который разработчики понятий эквивалентна не знали: в мольном соотношении; то есть в соотношении количеств частиц (атомов, молекул, электронов, ионов; количество выражается в молях), равным отношению коэффициентов перед веществами в уравнении реакции, так называемый "основной закон химической стехиометрии") и установить строение веществ, которые реагировали.
Первые эквивалентные массы кислот и оснований были опубликованы Карлом Фридрихом Венцелем в 1777 году , он же ввёл понятие "эквивалентных количеств веществ" и "эквивалента вещества" (трактат "Учение о химическом сродстве тел"). В результате экспериментов в обменными реакциями солей, Карл Венцель пришёл к выводу, что для нейтрализации одного и того же количества кислоты или основания требуются различные количества других кислот или оснований. Он предложил "закон нейтральности":

- "Если одно и то же количество какой-либо кислоты нейтрализуется различными количествами двух или большего числа оснований, то количества последних эквивалентны и нейтрализуются одним и тем же количеством другой кислоты"

Более крупный набор таблиц был подготовлен, с опорой на работу Венцеля, немецким химиком Иеремией Бенджамином Рихтером. Основные выводы и эксперименты он опубликовал в своей книге 1792 г  "Стехиометрия, или искусство измерения химических элементов", и его "закон эквивалентов" является развитием "закона нейтральности" Венцеля.
Рихтер сформилировал закон эквивалентов: 

- все вещества реагируют и образуются в эквивалентных отношениях.
- формула, выражающая закон эквивалентов: m1Э2 = m2Э1

Под Э подразумевается элемент или вещество; под m - масса.
Оба автора - Венцель и Рихтер - не признавали атомную теорию, и не смогли развить концепцию стехиометрии дальше. Их концепции для современников прошли незамеченными и далее не были развиты во что-либо; хотя их таблицы соотношений нейтрализации были перепечатаны несколькими известными химиками того времени.
Тем не менее, многие химики сочли эквивалентные веса полезным инструментом, независимо от того, придерживались ли эти химики атомной теории. Эквивалентные веса были полезным обобщением "закона определенных пропорций" (он же - "закон постоянства состава") Джозефа Пруста (1794 г.), который позволил химии стать количественной наукой. Он развил идею о постоянстве состава веществ и о постоянстве количественных отношений, в которых вещества могут соединяться. Французский химик Жан-Батист Дюма (1800–1884 гг.) стал одним из наиболее влиятельных противников атомной теории после того, как принял ее в начале своей карьеры, но был стойким сторонником эквивалентных весов. Далее Дальтон развил идею, сформулировав"закон кратных отношений". Дальше понятие о постоянных соотношениях реагентов получило в работах Луи Гей-Люссака и в молекулярной теории А.Авогадро.
Последним смертельным ударом по использованию эквивалентных весов элементов стало представление Дмитрием Менделеевым его периодической таблицы в 1869 году, в которой он связал химические свойства элементов с приблизительным порядком их атомных весов. Однако эквивалентные веса продолжали использоваться для многих соединений еще сто лет, особенно в аналитической химии. Эквивалентные массы обычных реагентов можно было заносить в таблицы, что упрощало аналитические расчеты до того, как электронные калькуляторы стали широко доступны: такие таблицы были обычным явлением в учебниках аналитической химии. После разработки теории строения атомов и молекул, в химии окончательно утвердилось понятие о мольном соотношении.
По состоянию на 2023 год, понятие "фактор эквивалентности" всё ещё печатается в учебниках по общей химии для ВУЗов, а также используется в аналитической химии (в титриметрическом анализе).